# سي بيبيز
سي بيبيز (بالإنجليزية: CBeebies) هي قناة تلفزيونية بريطانية مجانية للأطفال تملكها وتديرها هيئة الإذاعة البريطانية. تبث برامج ومحتوى تستهدف الأطفال الصغار من سن 6 سنوات وما دون. تستهدف القناة الشقيقة سي بي بي سي الأطفال الأكبر سنًا الذين تتراوح أعمارهم بين 7 سنوات وما فوق. تبث القناة كل يوم من الساعة 6:00 صباحًا حتى 7:00 مساءً، مع مشاركة الوقت مع بي بي سي فور.
تدير سي بيبيز أيضًا شبكة دولية مدعومة بخدمات الاشتراك، وتتوفر برامجها أيضًا في المملكة المتحدة عبر فري سات، سكاي، فيرجن ميديا، فري فيو، بي بي سي آي بلاير. نسخة أفريقية من سي بيبيز تم إطلاقها في عام 2007 على زوكو تي في، دي إس تي في ‏، أزام تي في، ستارسات، غو تي في ‏ وستارتايمز. في أبريل 2016، تم إطلاق سي بيبيز في الشرق الأوسط وشمال إفريقيا عبر بي إن. نسخة آسيوية من سي بيبيز تم إطلاقها في عام 2017 على تاتا سكاي، بي إن و بي بي سي بلاير. نسخة أسترالية من سي بيبيز تم إطلاقها في عام 2008 على فوكستل وفيتش تي في.

## روابط خارجية
- CBeebies  على بي بي سي عبر الإنترنت
- قناة سي بيبيز الرسمية على يوتيوب
- CBeebiesHQ على تويتر.